# Coppa del Mondo di cricket femminile 1982
La Coppa del Mondo di cricket femminile 1982 fu la terza edizione del torneo mondiale di cricket per donne. Fu disputata dal 10 gennaio al 7 febbraio 1982 in Australia e vide la partecipazione di 5 squadre.
La finale fu per la terza volta consecutiva una sfida tra inglesi e australiane, come 4 anni prima la vittoria andò alla squadra australiana che si aggiudicò il titolo.

## Partecipanti
- Inghilterra
- Australia
- Nuova Zelanda
- India
- International XI

## Formula
Il torneo era organizzato come un girone all'italiana composto da tre turni (pertanto ogni squadra giocava contro le altre per tre volte). Il sistema di punteggio prevedeva che ogni vittoria valesse 4 punti, il pareggio (o il No Result ovvero partita annullata) valeva 2 punti mentre la sconfitta valeva 0 punti. Le prime due classificate del girone disputavano la finalissima. Ogni partita era disputata sulla distanza dei 60 overs.

## Prima fase

### Classifica
| Legenda dei colori                                   |
| ---------------------------------------------------- |
| Squadre qualificate in finale per il titolo mondiale |
| Squadre eliminate                                    |

| Team             | Pld | W  | L  | T | NR | Pts |
| ---------------- | --- | -- | -- | - | -- | --- |
| Australia        | 12  | 11 | 0  | 1 | 0  | 46  |
| Inghilterra      | 12  | 7  | 3  | 2 | 0  | 32  |
| Nuova Zelanda    | 12  | 6  | 5  | 1 | 0  | 26  |
| India            | 12  | 4  | 8  | 0 | 0  | 16  |
| International XI | 12  | 0  | 12 | 0 | 0  | 0   |

## Finale
| Data            | Luogo                                      | In battuta (nel I innings)   | Al lancio (nel I innings)  | Risultato                      |
| --------------- | ------------------------------------------ | ---------------------------- | -------------------------- | ------------------------------ |
| 7 febbraio 1982 | Lancaster Park Christchurch, Nuova Zelanda | Inghilterra 151/5 (60 overs) | Australia 152/7 (59 overs) | AUS vince di 3 wickets Referto |